# Zranitelný taxon
Zranitelný taxon (ve zkratce VU, z anglického Vulnerable) je stupeň ohrožení podle červeného seznamu IUCN. Zranitelné taxony čelí zvýšenému nebezpečí vyhynutí ve střednědobém období, pokud se podmínky nezmění.
K roku 2022 IUCN vyhodnocoval 150 388 druhů hub, rostlin a živočichů, z nichž za zranitelné bylo považováno 16 493.

## Kritéria
V rámci IUCN se druh stává zranitelným v případě, že splňuje alespoň jedno z kritérií A–E níže. Následující text je značně zjednodušen, pro úplná kritéria viz dokument Guidelines for Using the IUCN Red List Categories and Criteria (2022), v češtině pak např. článek od Chobota & Plesníka (2017).
A: Snížení početnosti populace
1. Míra snížení populace v minulosti je ≥50 % za posledních 10 let nebo 3 generace (bere se v potaz delší časové období). Příčiny poklesu jsou snadno vratné A ZÁROVEŇ jsou známy A ZÁROVEŇ již pominuly.
2. Míra snížení populace v minulosti je ≥30 % za posledních 10 let nebo 3 generace (bere se v potaz delší časové období). Příčiny poklesu mohou stále trvat NEBO nejsou známy NEBO nemusí být vratné.
3. Míra předpokládaného snížení populace během následujících 10 let nebo 3 generací (maximálně 100 let) je ≥30 %.
4. Míra předpokládaného snížení populace během následujících 10 let nebo 3 generací (maximálně 100 let) je ≥30 %, přičemž časové rozmezí zahrnuje i údaje z minulosti. Příčiny poklesu mohou stále trvat NEBO nejsou známy NEBO nemusí být vratné.

B: Snížení geografického rozšíření (splněno kritérium B1 a/nebo B2)
1. Snížení rozsahu areálu rozšíření nastalo na ploše <20 000 km2.
2. Plocha výskytu je <2000 km2.

- ZÁROVEŇ jsou splněna nejméně 2 z následujících 3 kritérií:

- a) značně roztříštěný výskyt nebo výskyt na ≤10 lokacích;
- b) pokračující pokles i) rozsahu areálu, ii) plochy výskytu, iii) rozlohy nebo kvality stanoviště, iv) počtu lokací subpopulací, v) počtu dospělých jedinců;
- c) extrémní výkyvy i) rozsahu areálu, ii) plochy výskytu, iii) počtu lokalit nebo subpopulací, iv) počtu dospělých jedinců.

C: Velikost populace je ≤10 000 dospělců a buď/nebo:
1. Odhadovaný pokles v následujících 10 letech nebo během tří generací je nejméně 10 %.
2. Probíhá pokračující pokles A ZÁROVEŇ je splněno jedno z následujících kritérií:
  - a) Populační struktura:
    - i) každá ze subpopulací má ≤ 1000 jedinců NEBO
    - ii) jediná subpopulace zahrnuje 100 % dospělců.

  - b) Probíhají extrémní výkyvy početnosti dospělců.

D: Početnosti populace je:
1. <1000 dospělců;
2. plocha výskytu je <20 km2  nebo počet lokací je ≤5.

E: Pravděpodobnost vyhynutí
1. Pravděpodobnost vyhynutí ve volné přírodě je ≥10 % v následujících 100 letech.

V seznamu ohrožených druhů lze najít tato kritéria psaná ve zkratkách, kdy je nejdříve zkratkou vypsán stupeň ohrožení, načež následuje zkratkovitý zápis kritéria (např. VU C1 = zranitelný druh pod kritériem C1, čili odhadovaný pokles v následujících 10 letech nebo během tří generací je nejméně 10 %.). V případě, že taxon vyhovuje několika kritériím, je u zkratek kritérií použito znaménko +; např. CR B1ab(i)c(ii,v)+2ab(i)c(ii,v).

## Příklady
- ceratozamie mexická – druh cykasu
- gepard štíhlý
- kakadu molucký
- koala medvídkovitý
- paježura Bartonova
- slon africký
- žralok bílý